# Lentipes whittenorum
Lentipes whittenorum là một loài cá thuộc họ Gobiidae. Nó là loài đặc hữu của Indonesia.